# Kolli laht
Kolli laht ist eine Bucht in der Landgemeinde Saaremaa im Kreis Saare auf der größten estnischen Insel Saaremaa. Sie bildet den nördlichen Teil der Bucht Saastna laht.  Sie liegt im Naturschutzgebiet Kahtla-Kübassaare hoiuala. In der Bucht liegen die Inseln Kivinasu,
Suur Viirelaid, 
Tõllaskivi nasu, 
Tõõdlaid,
Väike Viirelaid und 
Virmalaid, und der Fluss Vihu jõgi mündet in die Bucht.
Die Bucht ist 1,7 Kilometer breit und schneidet sich 1,5 Kilometer tief ins Land ein.